# Josep Sánchez Gavilán
Josep Sánchez Gavilán (Llagostera, 27 de març de 1971), més conegut com a Pep Sánchez, és un periodista català, fundador i director executiu de MeriStation, la revista digital més important del sector en castellà.

## Biografia
Nascut a Llagostera (Girona), Pep Sánchez treballava al restaurant Can Meri, propietat dels seus pares i del que sorgí el nom de la futura revista. El 1992 el restaurant es va convertir en un cibercafè on en Sánchez probava videojocs amb els seus amics amb la intenció de demostrar que podien ser tant potents com els de la PlayStation, després del seu llançament el 1995. Amb el temps va decidir a la pàgina web del local crítiques de videojocs que escrivien els mateixos que jugadors del cibercafè. Va ser el 1997 quan Sánchez va decidir crear la pàgina Meristation amb un grup d'aficionats format per Elena Avellaneda, Fèlix de la Concepció, Jordi Espunya, Eduard Paradinas, Oroel Praena i Xavier G. Santos.
Des dels inicis de la publicació va mantenir contactes amb el Grup Prisa, el que el va portar a coordinar la secció de tecnologia del diari El País entre 1998 i 2009. Un acord entre les dues parts del 2002 establia la possibilitat que el grup generalista pogués comprar MeriStation, el que es va materialitzar el 2007 quan, amb el pretext d'un canvi injustificat de servidors, Prisacom (filial de Prisa) va decidir adquirir la pàgina web, el que va arribar als tribunals, on un jutge va concloure a favor del Grup Prisa. Un recurs al Tribunal Suprem va confirmar la sentència anterior el 2011, però després de la compra es va permetre a Pep Sánchez i el seu equip que continuessin treballant en MeriStation.
A més de redactar articles i gestionar la pàgina de MeriStation, Pep Sánchez ha participat en conferències i esdeveniments del món dels videojocs, com la Tenerife Lan Party o el Curs GameLab de la Universitat d'Oviedo. El setembre del 2006, durant el Tokyo Game Show, Pep Sánchez i Nacho Ortiz, director i cap de redacció de MeriStation, van entrevistar a Ken Kutaragi, creador de PlayStation. Els lectors de la revista van fer diverses caricatures retocant una de les fotos que recollien la trobada.
Pep Sánchez també ha estat regidor de promoció local i tinent d'alcalde de Llagostera per Entesa per Llagostera, la unió del PSC, ERC i ICV, entre 2003 i 2007, i en 2007 es va presentar a la llista d'ICV, sense ser escollit.